# Einar Skjæraasen
Einar Skjæraasen (né le 23 juillet 1900 - mort le 18 juin 1966) est un auteur, poète et homme politique norvégien. Il est candidat pour le Parti libéral lors des élections législatives de 1957.

## Œuvre
- Reflekser (1936)
- Skritt forbi min dør (1938)
- Den underlige våren (1941)
- Så stiger sevjene (1945)
- Danse mi vise, gråte min sang (1949)
- Du ska itte trø i graset (1954)
- Sju undringens mil (Utvalgte dikt 1963)
- Sang i September (1965)
- Bumerke Etterlatte dikt (1966)